# 金恩香
金恩香（김은향，1991年10月21日—），北韓女子跳水運動員。她曾參與2012年倫敦奧運女子10米高台賽事，但未能晉身決賽。在2014年的仁川亞運中，她在個人和雙人10米高台賽事中取得銅牌和銀牌。翌年，她與宋南香在2015年世界游泳錦標賽的雙人10米高台賽獲得銅牌，從而被最高人民會議授予「功勛體育人」稱號。

## 資料來源
1. ↑  London 2012 的存檔，存档日期2013-05-26.
2. ↑  "The official result of 2014 Asian Games" （页面存档备份，存于） Incheon2014ag.org 2014 9 30
3. ↑  "The official result of 2014 Asian Games" 的存檔，存档日期2014-10-28. Incheon2014ag.org 2014 10 2
4. ↑  ""The official result of 2015 World Aquatics Championships" （页面存档备份，存于） Omegatiming.com 2015 7 27
5. ↑  "游泳世锦赛金牌运动员和教练被授予人民体育人称号" 《朝鮮中央通訊社》 2015 8 6